# Glinki (powiat ełcki)
Glinki (niem. Glinken) – osada w Polsce położona w województwie warmińsko-mazurskim, w powiecie ełckim, w gminie Prostki.
W latach 1975–1998 miejscowość administracyjnie należała do województwa suwalskiego.
Zobacz też: Glinki, Glinki Mokre, Glinki Suche, Glinki-Rafały